# Utilizzatori del Boeing 737 Original

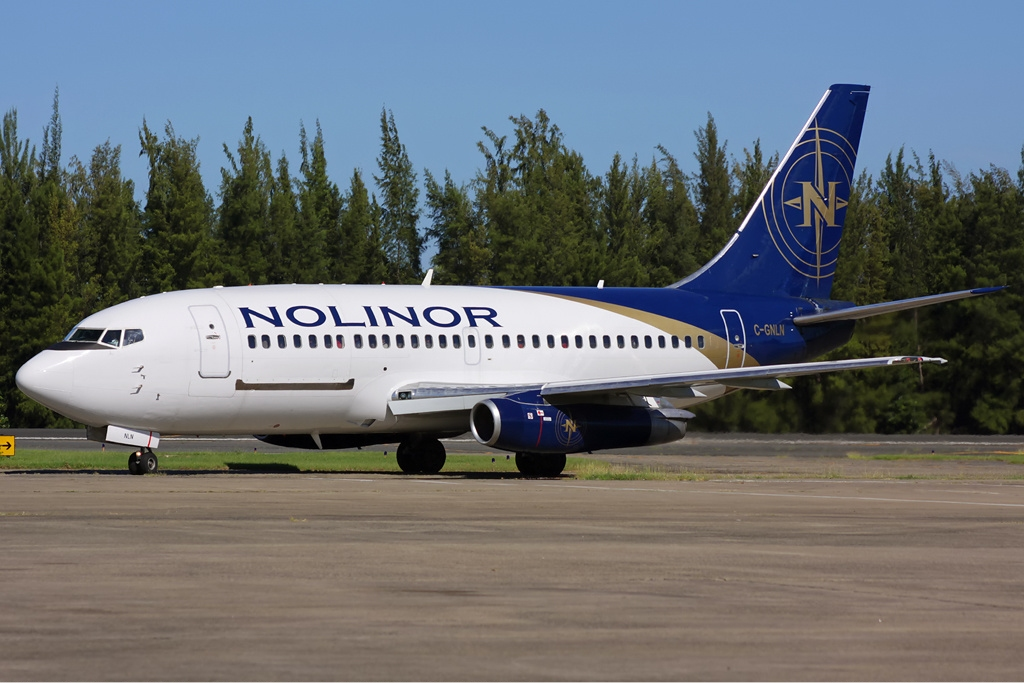
Un Boeing 737 Original di Nolinor Aviation, l'utilizzatore principale di questo tipo di aereo.

Il Boeing 737 Original è la serie -100/-200 del Boeing 737. Il primo modello fu il 737-100 ed era quello più piccolo di tutta la famiglia. Fu annunciato nel mese di febbraio 1965 e il 9 aprile 1967 fece il suo primo volo. Il cliente di lancio fu la Lufthansa con cui iniziò ad operare nel febbraio del 1968. Un totale di 30 esemplari di 737-100 furono ordinati e consegnati. L'ultima consegna avvenne il 31 ottobre 1969 alla Malaysia-Singapore Airlines. Venne presto ritirato dal servizio in favore dei nuovi 737-200 e oggi non rimane alcun modello in servizio commerciale. L'originale prototipo della Boeing, utilizzato in seguito dalla NASA per i test, venne ritirato circa 30 anni dopo il primo volo.
Il 737-200 è una versione allungata per venire incontro alle esigenze del mercato statunitense, proposta in seguito ad un ordine della United Airlines fatto nel 1965. La serie -200 è stata svelata per la prima volta il 29 giugno 1967 ed entrò in servizio per United nell'aprile dell'anno successivo. Il 737-200 advance è una versione ulteriormente migliorata del -200, introdotta in servizio con la All Nippon Airways il 20 maggio 1971. Questa versione vantava una migliore aerodinamica, freni automatici alle ruote, motori più potenti, maggiore capacità di carburante e una autonomia maggiore del -100. La Boeing fornì anche il 737-200C ("C" per Convertible) che poteva essere utilizzato sia per trasportare passeggeri sia per trasportare merci. Il 737-200QC ("QC" per Quick Change) è stato modificato per permettere di passare rapidamente dal ruolo passeggeri a quello merci. L'ultima consegna di un aereo della serie -200 fu fatta nell'agosto del 1988 a Xiamen Airlines. Molti 737-200 sono stati gradualmente ritirati o sostituiti dalle nuove versioni del 737. I 737-200 ancora in servizio operano per lo più con le compagnie aeree di "secondo e terzo livello" e quelle appartenenti ai paesi in via di sviluppo.

## Ordini e consegne
Legenda tabella:
- O/C: Ordini e consegne.
- OP: Esemplari operativi.

Note:
- dati aggiornati al gennaio 2024[1][2][3];
- il numero degli esemplari operativi è da considerarsi una stima più o meno accurata;
- alcuni utilizzatori hanno più aerei operativi che ordinati. Ciò è dovuto al fatto che le compagnie hanno comprato velivoli di seconda mano o hanno effettuato leasing, e questi non risultano come ufficiali nel conteggio degli ordini;
- il Boeing 737 Original non è più in produzione, tutti gli esemplari ordinati sono stati consegnati.

| Compagnia                      | Compagnia                       | 737-100 | 737-100 | 737-200 | 737-200 | TOTALE | TOTALE |
| Stato                          | Nome                            | O/C     | OP      | O/C     | OP      | O/C    | OP     |
| ------------------------------ | ------------------------------- | ------- | ------- | ------- | ------- | ------ | ------ |
|                                | Aerei governativi/privati/altro |         |         |         | 1       |        | 1      |
| Irlanda (bandiera)             | Aer Lingus                      |         |         | 11      |         | 11     |        |
| Argentina (bandiera)           | Aerolíneas Argentinas           |         |         | 12      |         | 12     |        |
| Colombia (bandiera)            | Aerosucre                       |         |         |         | 2       |        | 2      |
| Algeria (bandiera)             | Air Algérie                     |         |         | 17      |         | 17     |        |
| Stati Uniti (bandiera)         | AirCal                          |         |         | 2       |         | 2      |        |
| Regno Unito (bandiera)         | Air Europe                      |         |         | 7       |         | 7      |        |
| Stati Uniti (bandiera)         | Air Florida                     |         |         | 10      |         | 10     |        |
| Francia (bandiera)             | Air France                      |         |         | 17      |         | 17     |        |
| Gabon (bandiera)               | Air Gabon                       |         |         | 1       |         | 1      |        |
| Guinea (bandiera)              | Air Guinée                      |         |         | 1       |         | 1      |        |
| India (bandiera)               | Air India                       |         |         | 30      |         | 30     |        |
| Canada (bandiera)              | Air Inuit                       |         |         |         | 4       |        | 4      |
| Madagascar (bandiera)          | Air Madagascar                  |         |         | 2       |         | 2      |        |
| Malta (bandiera)               | Air Malta                       |         |         | 6       |         | 6      |        |
| Nuova Zelanda (bandiera)       | Air New Zealand                 |         |         | 15      |         | 15     |        |
| Tanzania (bandiera)            | Air Tanzania                    |         |         | 2       |         | 2      |        |
| Zimbabwe (bandiera)            | Air Zimbabwe                    |         |         | 3       | 2       | 3      | 2      |
| Stati Uniti (bandiera)         | Alaska Airlines                 |         |         | 3       |         | 3      |        |
| Giappone (bandiera)            | All Nippon Airways              |         |         | 22      |         | 22     |        |
| Stati Uniti (bandiera)         | Aloha Airlines                  |         |         | 13      |         | 13     |        |
| Yemen (bandiera)               | Alyemen Airlines                |         |         | 2       |         | 2      |        |
| Stati Uniti (bandiera)         | Ameristar                       |         |         |         | 1       |        | 1      |
| Australia (bandiera)           | Ansett Australia                |         |         | 12      |         | 12     |        |
| Israele (bandiera)             | Arkia                           |         |         | 2       |         | 2      |        |
| Colombia (bandiera)            | Avianca                         | 2       |         |         |         | 2      |        |
| El Salvador (bandiera)         | Avianca El Salvador             |         |         | 1       |         | 1      |        |
| Honduras (bandiera)            | Aviatsa                         |         |         |         | 1       |        | 1      |
| Serbia (bandiera)              | Aviogenex                       |         |         | 2       |         | 2      |        |
| Bahamas (bandiera)             | Bahamasair                      |         |         | 1       |         | 1      |        |
| Germania (bandiera)            | Bavaria Fluggesellschaft        |         |         | 6       |         | 6      |        |
| Regno Unito (bandiera)         | British Airtours                |         |         | 9       |         | 9      |        |
| Regno Unito (bandiera)         | British Airways                 |         |         | 35      |         | 35     |        |
| Norvegia (bandiera)            | Busy Bee                        |         |         | 1       |         | 1      |        |
| Cina (bandiera)                | CAAC                            |         |         | 13      |         | 13     |        |
| Camerun (bandiera)             | Cameroon Airlines               |         |         | 4       |         | 4      |        |
| Rep. del Congo (bandiera)      | Canadian Airways Congo          |         |         |         | 1       |        | 1      |
| Taiwan (bandiera)              | China Airlines                  |         |         | 4       |         | 4      |        |
| Canada (bandiera)              | Chrono Aviation                 |         |         |         | 3       |        | 3      |
| Germania (bandiera)            | Condor Flugdienst               |         |         | 4       |         | 4      |        |
| RD del Congo (bandiera)        | Congolese Air Force             |         |         |         | 1       |        | 1      |
| Canada (bandiera)              | CP Air                          |         |         | 24      |         | 24     |        |
| Brasile (bandiera)             | Cruzeiro                        |         |         | 6       |         | 6      |        |
| Stati Uniti (bandiera)         | Delta Air Lines                 |         |         | 39      |         | 39     |        |
| Canada (bandiera)              | Dome Petroleum                  |         |         | 1       |         | 1      |        |
| Canada (bandiera)              | Eastern Provincial Airways      |         |         | 7       |         | 7      |        |
| Egitto (bandiera)              | EgyptAir                        |         |         | 7       |         | 7      |        |
| Israele (bandiera)             | El Al                           |         |         | 2       |         | 2      |        |
| Canada (bandiera)              | Eldorado Aviation               |         |         | 1       |         | 1      |        |
| Stati Uniti (bandiera)         | Essex Wire Corp                 |         |         | 1       |         | 1      |        |
| Venezuela (bandiera)           | Estelar Latinoamerica           |         |         |         | 1       |        | 1      |
| Etiopia (bandiera)             | Ethiopian Airlines              |         |         | 2       |         | 2      |        |
| Taiwan (bandiera)              | Far Eastern Air Transport       |         |         | 1       |         | 1      |        |
| Stati Uniti (bandiera)         | FedEx Express                   |         |         | 4       |         | 4      |        |
| Figi (bandiera)                | Fiji Airways                    |         |         | 1       |         | 1      |        |
| Stati Uniti (bandiera)         | Frontier Airlines               |         |         | 35      |         | 35     |        |
| Ecuador (bandiera)             | Fuerza Aérea Ecuatoriana        |         |         |         | 1       |        | 1      |
| Messico (bandiera)             | Fuerza Aérea Mexicana           |         |         |         | 1       |        | 1      |
| Stati Uniti (bandiera)         | GATX Financial Corporation      |         |         | 12      |         | 12     |        |
| Canada (bandiera)              | Glencore Canada Corporation     |         |         |         | 2       |        | 2      |
| Brasile (bandiera)             | Government of Brasil            |         |         | 2       |         | 2      |        |
| Egitto (bandiera)              | Government of Egypt             |         |         | 1       |         | 1      |        |
| Liberia (bandiera)             | Government of Liberia           |         |         | 1       |         | 1      |        |
| Venezuela (bandiera)           | Government of Venezuela         |         |         | 1       |         | 1      |        |
| Bahrein (bandiera)             | Gulf Air                        |         |         | 9       |         | 9      |        |
| Somalia (bandiera)             | Halla Airlines                  |         |         |         | 1       |        | 1      |
| Stati Uniti (bandiera)         | ILFC                            |         |         | 9       |         | 9      |        |
| India (bandiera)               | Indian Air Force                |         |         |         | 3       |        | 3      |
| Indonesia (bandiera)           | Indonesian Air Force            |         |         | 3       | 4       | 3      | 4      |
| Iran (bandiera)                | Iran Air                        |         |         | 4       |         | 4      |        |
| Iran (bandiera)                | Iran Air Force                  |         |         | 1       |         | 1      |        |
| Iraq (bandiera)                | Iraqi Airways                   |         |         | 3       |         | 3      |        |
| Stati Uniti (bandiera)         | Itel Air                        |         |         | 4       |         | 4      |        |
| Giappone (bandiera)            | Japan Transocean Air            |         |         | 8       |         | 8      |        |
| Indonesia (bandiera)           | Jayawijaya Dirgantara           |         |         |         | 2       |        | 2      |
| Kuwait (bandiera)              | Kuwait Airways                  |         |         | 1       |         | 1      |        |
| Cile (bandiera)                | Ladeco                          |         |         | 3       |         | 3      |        |
| Mozambico (bandiera)           | LAM Mozambique Airlines         |         |         | 4       |         | 4      |        |
| Cile (bandiera)                | LATAM Airlines Group            |         |         | 1       |         | 1      |        |
| RD del Congo (bandiera)        | Lignes Aeriennes de Congolaise  |         |         | 3       |         | 3      |        |
| Germania (bandiera)            | Lufthansa                       | 22      |         | 44      |         | 66     |        |
| Lussemburgo (bandiera)         | Luxair                          |         |         | 2       |         | 2      |        |
| Danimarca (bandiera)           | Maersk Air                      |         |         | 14      |         | 14     |        |
| Malaysia (bandiera)            | Malaysia Airlines               |         |         | 13      |         | 13     |        |
| Svizzera (bandiera)            | Maritime Investment & Shipping  |         |         | 1       |         | 1      |        |
| Stati Uniti (bandiera)         | MarkAir                         |         |         | 7       |         | 7      |        |
| Norvegia (bandiera)            | Mey-Air                         |         |         | 2       |         | 2      |        |
| Regno Unito (bandiera)         | Midland Montagu Leasing         |         |         | 2       |         | 2      |        |
| Stati Uniti (bandiera)         | Midway Airlines                 |         |         | 3       |         | 3      |        |
| Regno Unito (bandiera)         | Monarch Airlines                |         |         | 2       |         | 2      |        |
| Singapore (bandiera)           | Malaysia-Singapore Airlines     | 5       |         | 2       |         | 7      |        |
| Stati Uniti (bandiera)         | NASA                            | 1       |         |         |         | 1      |        |
| Nauru (bandiera)               | Nauru Airlines                  |         |         | 2       |         | 2      |        |
| Niger (bandiera)               | Niger Government                |         |         | 1       |         | 1      |        |
| Nigeria (bandiera)             | Nigeria Airways                 |         |         | 8       |         | 8      |        |
| Svizzera (bandiera)            | Noga Export Import              |         |         | 1       |         | 1      |        |
| Canada (bandiera)              | Nolinor Aviation                |         |         |         | 6       |        | 6      |
| Canada (bandiera)              | Nordair                         |         |         | 9       |         | 9      |        |
| Grecia (bandiera)              | Olympic Airlines                |         |         | 11      |         | 11     |        |
| Regno Unito (bandiera)         | Orion Airways                   |         |         | 7       |         | 7      |        |
| Stati Uniti (bandiera)         | Pace Airlines                   |         |         | 51      |         | 51     |        |
| Stati Uniti (bandiera)         | Pacific Southwest Airlines      |         |         | 11      |         | 11     |        |
| Canada (bandiera)              | Pacific Western Airlines        |         |         | 28      |         | 28     |        |
| Uruguay (bandiera)             | PLUNA                           |         |         | 4       |         | 4      |        |
| Emirati Arabi Uniti (bandiera) | Presidential Flight             |         |         | 1       |         | 1      |        |
| Svizzera (bandiera)            | PrivatAir                       |         |         | 1       |         | 1      |        |
| Canada (bandiera)              | Quebecair                       |         |         | 3       |         | 3      |        |
| Marocco (bandiera)             | Royal Air Maroc                 |         |         | 6       |         | 6      |        |
| Brunei (bandiera)              | Royal Brunei Airlines           |         |         | 3       |         | 3      |        |
| Thailandia (bandiera)          | Royal Thai Air Force            |         |         | 1       |         | 1      |        |
| Belgio (bandiera)              | Sabena                          |         |         | 16      |         | 16     |        |
| Honduras (bandiera)            | SAHSA                           |         |         | 1       |         | 1      |        |
| Samoa (bandiera)               | Samoa Airways                   |         |         | 1       |         | 1      |        |
| Norvegia (bandiera)            | SAS Norway                      |         |         | 17      |         | 17     |        |
| Arabia Saudita (bandiera)      | Saudi Arabian Airlines          |         |         | 20      |         | 20     |        |
| Filippine (bandiera)           | SEAir International             |         |         |         | 2       |        | 2      |
| Bangladesh (bandiera)          | Sky Capital Cargo               |         |         |         | 1       |        | 1      |
| Belgio (bandiera)              | Sobelair                        |         |         | 3       |         | 3      |        |
| Sudafrica (bandiera)           | South African Airways           |         |         | 19      |         | 19     |        |
| Stati Uniti (bandiera)         | Southwest Airlines              |         |         | 49      |         | 49     |        |
| Sudan (bandiera)               | Sudan Airways                   |         |         | 2       |         | 2      |        |
| Angola (bandiera)              | TAAG Angola Airlines            |         |         | 8       |         | 8      |        |
| Ecuador (bandiera)             | TAME                            |         |         | 1       |         | 1      |        |
| Portogallo (bandiera)          | TAP Air Portugal                |         |         | 7       |         | 7      |        |
| Thailandia (bandiera)          | Thai Airways International      |         |         | 5       |         | 5      |        |
| Kenya (bandiera)               | Transafrican Air                |         |         |         | 1       |        | 1      |
| Canada (bandiera)              | Transair                        |         |         | 3       |         | 3      |        |
| Stati Uniti (bandiera)         | Transair                        |         |         |         | 2       |        | 2      |
| Stati Uniti (bandiera)         | Trans Air                       |         |         |         | 1       |        | 1      |
| Rep. del Congo (bandiera)      | Trans Air Congo                 |         |         |         | 1       |        | 1      |
| Paesi Bassi (bandiera)         | Transavia Airlines              |         |         | 7       |         | 7      |        |
| Belgio (bandiera)              | Trans European Airways          |         |         | 4       |         | 4      |        |
| Germania (bandiera)            | TUI Group                       |         |         | 6       |         | 6      |        |
| Regno Unito (bandiera)         | TUI Travel                      |         |         | 27      |         | 27     |        |
| Tunisia (bandiera)             | TunisAir                        |         |         | 4       |         | 4      |        |
| Stati Uniti (bandiera)         | United States Air Force         |         |         | 19      | 1       | 19     | 1      |
| Stati Uniti (bandiera)         | United Airlines                 |         |         | 75      |         | 75     |        |
| Stati Uniti (bandiera)         | US Airways                      |         |         | 23      |         | 23     |        |
| Brasile (bandiera)             | Varig                           |         |         | 10      |         | 10     |        |
| Brasile (bandiera)             | VASP                            |         |         | 18      |         | 18     |        |
| Venezuela (bandiera)           | Venezolana                      |         |         |         | 1       |        | 1      |
| Stati Uniti (bandiera)         | Western Airlines                |         |         | 45      |         | 45     |        |
| Stati Uniti (bandiera)         | Wien Air Alaska                 |         |         | 10      |         | 10     |        |
| Cina (bandiera)                | Xiamen Airlines                 |         |         | 1       |         | 1      |        |
| Yemen (bandiera)               | Yemenia                         |         |         | 1       |         | 1      |        |
| Zambia (bandiera)              | Zambia Airways                  |         |         | 1       |         | 1      |        |
| TOTALE                         | TOTALE                          | 30      | 0       | 1 114   | 47      | 1 144  | 47     |

## Configurazioni di bordo
Legenda tabella:
- F: prima classe.
- B: business class.
- E+: premium economy class.
- E: economy class.

| Compagnia aerea             | 737-200 | 737-200 | 737-200 | 737-200 | Totale posti |
| Compagnia aerea             | F       | B       | E+      | E       | Totale posti |
| --------------------------- | ------- | ------- | ------- | ------- | ------------ |
| Air Inuit                   | –       | –       | –       | 112     | 112          |
| Air Zimbabwe                | –       | 12      | –       | 93      | 105          |
| AVIATSA                     | –       | –       | –       | 130     | 130          |
| Avior Airlines              | –       | 12      | –       | 96      | 108          |
| Canadian North              | –       | –       | –       | 112     | 112          |
| Chrono Aviation             | –       | –       | –       | 120     | 120          |
| Glencore Canada Corporation | –       | –       | –       | 76      | 76           |
| Global Air                  | –       | –       | –       | 109     | 109          |
| Nolinor Aviation            | –       | –       | –       | 119     | 119          |
| Trans Air Congo             | –       | 8       | –       | 100     | 108          |
| Venezolana                  | –       | –       | –       | 117     | 117          |